# سنت‌شکن: شورشی
سنت‌شکن: شورشی یا به اختصار شورشی (انگلیسی: The Divergent Series: Insurgent)، یک فیلم اکشن علمی تخیلی محصول سال ۲۰۱۵ آمریکا است که بر اساس رمانی به همین نام نوشتهٔ ورونیکا راف ساخته شده‌است. این فیلم دومین قسمت از مجموعه فیلم‌های سنت‌شکن است که ادامه فیلم اول هست.

## خلاصه داستان
داستان فیلم درست از جایی آغاز می‌شود که قسمت اول به پایان رسیده بود. تریس (شیلین وود) و فور (تئو جیمز) پس از فرار به بیرون دیوارها و خارج شدن از جامعه تحت کنترل جنین (کیت وینسلت) با گروه‌هایی در بیرون از مرز روبروه شده‌اند که با یکدیگر متحد هستند و یک هدف دارند؛ گروهی که امتی (Amity) نام دارد و توسط زنی به نام جوآن (اوکتاویا اسپنسر) سرپرستی می‌شود؛ زنی که تریس نمی‌داند آیا او هم قدرت ماوراء طبیعی دارد یا خیر و…

## بازیگران
- شیلین وودلی در نقش بیاتریس «تریس» پرایر
- تئو جیمز در نقش توبیاس «چهار» ایتن
- کیت وینسلت در نقش جنین متیوز
- مایلز تلر در نقش پیتر هیز
- انسل الگورت در نقش کیلب پرایر
- جای کورتنی در نقش اریک کولتر
- اکتاویا اسپنسر در نقش جوهانا ریس
- ری استیونسون در نقش مارکوس ایتن
- زوئی کراویتز در نقش کریستینا
- مگی کیو در نقش توری وو
- مکای فایفر در نقش مکس
- جانت مک‌تیر در نقش ایدس پرایر
- دنیل دای کیم در نقش جک کان
- نائومی واتس در نقش ایولین جانسون-ایتن
- امجی آنتونی در نقش هکتور
- کینان لانسدیل در نقش اوریا پدراد
- رزا سلزار در نقش لین
- سوکی واترهاوس در نقش مارلین
- جانی وستن در نقش ادگار
- تونی گلدوین در نقش اندرو پرایر